# Liste antiker Wendeltreppen

Explosionszeichnung des inneren Treppenaufgangs im Unterteil der Trajanssäule (auf Bild klicken)

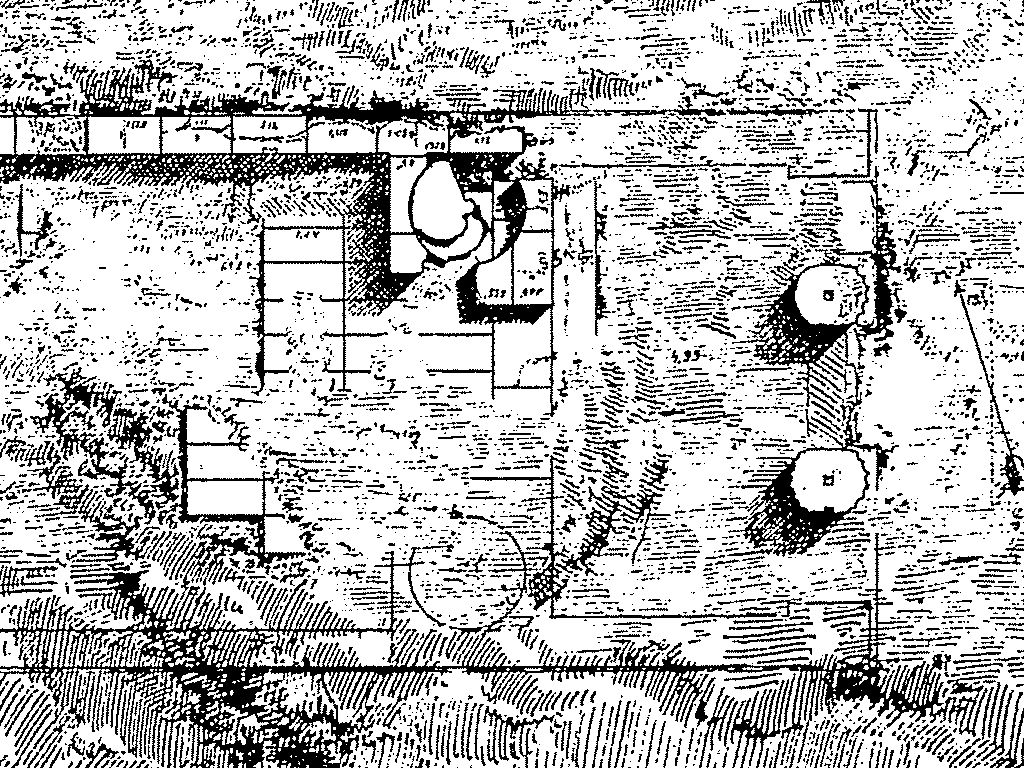
Grundriss des Tempel A in Selinunt. Die beiden kreisförmigen Baureste am Übergang zwischen Pronaos und Cella weisen auf die ältesten bekannten Wendeltreppen hin (ca. 480 v. Chr.).

Die Mark-Aurel-Säule. Analog zum Fries windet sich im Inneren eine beinahe 30 m hohe Spindeltreppe hinauf, die sich alle 14 Stufen um die eigene Achse dreht.

Die Liste antiker Wendeltreppen beinhaltet eine Auswahl griechischer und römischer Wendeltreppen aus der Antike. Die Wendeltreppe ist eine Treppenform, die aufgrund ihrer komplexen Helix-Struktur relativ spät Eingang in die Architektur fand. Obgleich diese Treppenform sich bis in das 5. Jahrhundert v. Chr. zurückverfolgen lässt, ist es erst die Errichtung der stilprägenden Trajanssäule in Rom, die ihren endgültigen Durchbruch in der römischen Architektur bewirkte.
Neben den Siegessäulen in den kaiserlichen Hauptstädten Rom und Konstantinopel wurden auch Tempel, Thermen, Basiliken und Mausoleen mit Wendeltreppen versehen. In der Befestigungskunst traten sie hingegen anders als bei mittelalterlichen Burgen noch nicht in Erscheinung, sofern sich ihr Fehlen in den Türmen der Stadtmauer Roms verallgemeinern lässt. In der Spätantike ging man dazu über, den Treppenaufgang in eigene Treppentürme an der Außenwand des Zentralgebäudes zu verlegen, so z. B. in der Kirche San Vitale.
Bau und Nutzung von Wendeltreppen werden von der christlichen wie islamischen Architektur übernommen.

## Wendeltreppen
| Bauwerk                | Ort            | Land         | Bauzeit         | Höhe    | Anzahl der Treppenhäuser | Bemerkung                                                       |
| ---------------------- | -------------- | ------------ | --------------- | ------- | ------------------------ | --------------------------------------------------------------- |
| Tempel A               | Selinunt       | Italien      | ca. 480 v. Chr. |         | 2                        |                                                                 |
| Tempel des Bel         | Palmyra        | Syrien       | 1. Jh.          |         |                          |                                                                 |
| Trajanssäule           | Rom            | Italien      | 113             | 29,68 m | 1                        | 14 Stufen pro Umdrehung                                         |
| Mark-Aurel-Säule       | Rom            | Italien      | Spätes 2. Jh.   | 29,62 m | 1                        | 14 Stufen pro Umdrehung                                         |
| Rundtempel in Ostia    | Ostia Antica   | Italien      | 3. Jh.          |         | 1                        |                                                                 |
| Caracalla-Thermen      | Rom            | Italien      | 212–216         |         | 2                        |                                                                 |
| Diokletiansthermen     | Rom            | Italien      | 298–305         |         | 4                        |                                                                 |
| Santa Costanza         | Rom            | Italien      | ca. 350         |         | 1                        |                                                                 |
| Mausoleum des Galerius | Thessaloniki   | Griechenland | Frühes 4. Jh.   |         | 2                        |                                                                 |
| Kaiserthermen          | Trier          | Deutschland  | Frühes 4. Jh.   |         | 8                        |                                                                 |
| Säule des Theodosius   | Konstantinopel | Türkei       | Spätes 4. Jh.   |         | 1                        |                                                                 |
| St. Gereon             | Köln           | Deutschland  | Spätes 4. Jh.   | 16,50 m | 1                        |                                                                 |
| Säule des Arcadius     | Konstantinopel | Türkei       | 401–421         |         | 1                        |                                                                 |
| San Vitale             | Ravenna        | Italien      | 527–548         |         | 2                        | Zwei Treppentürme                                               |
| Tor des Großen Palasts | Konstantinopel | Türkei       | 532             | ?       | ?                        | Prokop (Pers. 1.24.43) berichtet über Ausfall über Wendeltreppe |
| Sangariusbrücke        | Adapazarı      | Türkei       | 559–562         | 10,37 m | 1                        | In Südpfeiler des Triumphbogens                                 |